# Русакис, Джон
Джон Пол Руса́кис (англ. John Paul Rousakis; 14 января 1929, Саванна, Джорджия, США — 11 декабря 2000, там же) — американский политик-демократ, 61-й мэр города Саванна (1970—1992, самый продолжительный срок в истории), первый грек на этом посту. Считался одним из лучших мэров в США, благодаря которому Саванна приобрела свой нынешний облик и стала известна всей стране. Был членом Американо-греческого прогрессивного просветительского союза (AHEPA). Лауреат Почётной медали острова Эллис (2000).

## Биография

### Ранние годы, семья и образование
Родился 14 января 1929 года в Саванне (Джорджия, США) в семье греков Пола Русакиса и Антигони Алексопулос. Работал в небольшом семейном ресторане, которым управлял его отец.
В 1947 году окончил среднюю школу в Саванне. Был лидером школьной баскетбольной команды, которая в 1946 и 1947 годах одержала победу на чемпионатах штата.
Спортивные успехи Джона привлекли внимание легендарного тренера Кентуккийского университета Адольфа Раппа, и ему предложили стипендию для игры за это учебное заведение, на что он согласился. Частично из-за травм, а частично из-за более известных атлетов, которые ко времени прихода Джона уже играли за университет, у него не было возможности получать игровое время. Позднее перевёлся в Университет Джорджии, где из-за повреждения голеностопного сустава вынужден был прервать спортивную карьеру.
В 1952 году окончил Университет Джорджии со степенью бакалавра делового администрирования.
В годы Корейской войны служил в Корпусе контрразведки Армии США.

### Карьера

#### Бизнес
В 1956 году вернулся в Саванну, где занялся страховым бизнесом, открыв в 1957 году фирму «Rousakis Insurance». Активно участвовал в деятельности местных общественных и политических организаций.

#### Политика
В 1961 году занял должность президента Консультативного комитета по городской реконструкции.
В 1962 году избран президентом организации «The Savannah Jaycees».
В 1963 году был назван одним из пяти выдающихся людей штата Джорджия.
В 1965 году планировал участвовать в выборах шерифа округа Чатем, но вместо этого баллотировался в члены окружной комиссии, в итоге легко одержав победу.
В 1965—1970 годах состоял в Комиссии округа Чатем, в том числе занимал пост заместителя председателя этого органа.

##### Мэр Саванны
В 1970—1992 годах — мэр Саванны. Переизбирался в 1974, 1978, 1982 и 1986 годах.
В 1972 году был избран третьим вице-президентом Муниципальной ассоциации Джорджии.
В мае 1973 года был втянут в полемику вокруг президентской кампании «Демократы за Никсона» Ричарда Никсона, которую возглавлял бывший губернатор Техаса Джон Конналли. В 1972 году Русакис написал получившее весьма широкую огласку письмо, в котором высказал мнение о том, что кандидат в президенты США от Демократической партии Джордж Макговерн проявлял симпатии к коммунистам. Позднее отрицал связь с предвыборным аппаратом Ричарда Никсона.
В 1975 году был назначен президентом Муниципальной ассоциации Джорджии.
В 1978 году избран президентом Национальной лиги городов.
Достижения Русакиса в период мэрства включали, в частности, увеличение численности населения Саванны на 30 000 человек, развитие туристической отрасли города, расширение программы сохранения памятников архитектуры и исторических районов, восстановление и развитие исторических достопримечательностей Ривер-стрит и Сити-Маркет, благоустройство трущоб и оживление нейборхудов с низким уровнем дохода, вхождение в состав города нейборхуда Саутсайд, разработка программ образования и занятости молодёжи, а также проведение в 1996 году в Джорджии XXVI летних Олимпийских игр (в сентябре 1990 года Русакис посетил Токио (Япония), где проходили выборы столицы Игр).
Активно участвовал в деятельности местных и национальных организаций, в том числе был членом Конференции мэров США, Американо-греческого прогрессивного просветительского союза (AHEPA) и греческой православной церкви Святого Павла, а также Молодёжной палаты США (Jaycees), организации по борьбе с бездомностью «Union Mission» и Американского онкологического общества.
Самого продолжительного в истории пребывания на посту мэра Саванны Русакис смог добиться, в частности, благодаря созданной им в 1970 году прочной «Команды Русакиса» (англ. The Rousakis Team) — союза из пяти человек, работавшего с различными группами избирателей. «Команда Русакиса» управляла муниципальным советом и играла доминирующую роль в политической жизни города на протяжении большей части 1980-х годов.
Будучи мэром, сыграл роль управляющего мотелем «Ocean Plaza» в комедийном боевике «Гатор» (1976), режиссёрском дебюте Бёрта Рейнольдса.

### Последние годы жизни
В 1995 году попытался вновь занять пост мэра Саванны, однако победу на праймериз Демократической партии одержал Флойд Адамс.
Ранее в 1982 году Русакис перенёс операцию на открытом сердце, а в 1987 году — операцию по удалению полипов мочевого пузыря.
В ноябре 2000 года был госпитализирован после лёгкого сердечного приступа. Кроме застойной сердечной недостаточностьи также страдал диабетом и болезнью Паркинсона.
Умер 11 декабря 2000 года в одной из больниц Саванны на 71 году жизни.
Одна из пешеходных зон Саванны носит имя Русакиса (Rousakis Riverfront Plaza).

## Личная жизнь
С 1953 года был женат на Ирини Фотопулос (умерла в 1985 году от рака), в браке с которой имел сына Пола и дочерей Ронду, Тину и Тейу. В 1987 году женился на Элизабет Латтимор Спаркс.
Увлекался кулинарией, хорошо готовил.

## Награды и премии
- 1984 — Награда «Древо жизни» от Еврейского национального фонда;
- 1986 — являлся членом Ордена святого апостола Андрея, носил оффикий (титул) архонта Вселенского Патриархата, присвоенный за заслуги перед Церковью[14];
- 1988 — Награда за выдающуюся общественную деятельность от Центра эллинистических исследований[англ.] при Флоридском университете[15];
- 1991 — Президентская премия от Национальной лиги городов;
- 1992 — чествование Национальной ассоциацией содействия прогрессу цветного населения;
- 1998 — Премия имени Тоби Баттимера от отделения Демократической партии в округе Чатем;
- 2000 — Почётная медаль острова Эллис[8];
- и др.[2]